# Rodolfo Micheli
Rodolfo Joaquin Micheli (24 de abril de 1930 – Vicente López, 27 de dezembro de 2022) foi um futebolista argentino.

## Carreira
Começou sua carreira como profissional do Argentino de Quilmes em 1950. Voltou para o Independiente, em 1952, onde jogou 147 jogos pelo clube, marcando 52 gols. Em 1958, foi para o River Plate. Micheli jogou pela Argentina treze vezes, entre 1953 e 1956, marcando dez gols, sendo oito na Copa América de 1955, onde foi o artilheiro, ajudando a seleção da Argentina a ganhar o campeonato.

## Morte
Micheli morreu em 27 de dezembro de 2022, aos 92 anos de idade, no Hospital Municipal de Vicente López devido à insuficiência renal e à cardiopatia congênita.